# راگبی ۱۳ نفره

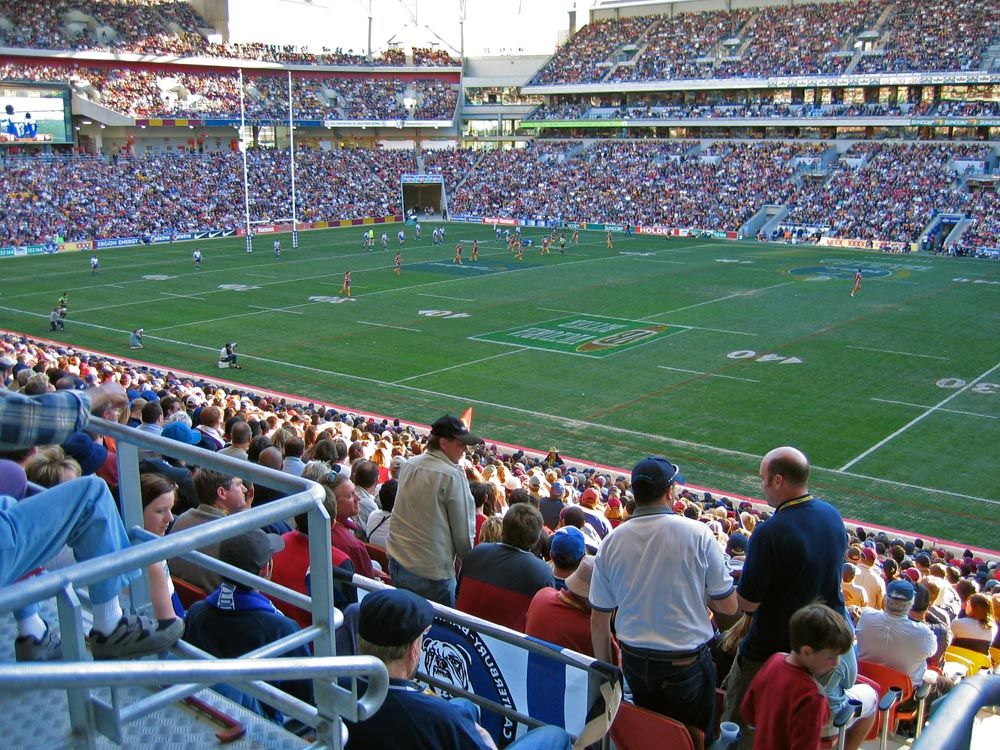
یک مسابقه لیگ ملی راگبی در بریزبن، استرالیا

راگبی ۱۳ نفره یا راگبی لیگ یک ورزش گروهی است که با یک توپ تخم‌مرغی شکل در یک زمین چمن مستطیل (مشابه زمین فوتبال) به وسیله دو تیم سیزده نفره بازی می‌شود.
راگبی لیگ به همراه آنین راگبی دو کد اصلی ورزش راگبی هستند. این ورزش در شمال انگلیس، استرالیا و نیوزیلند بسیار پرطرفدار است. علاوه بر این سه کشور لیگ حرفه‌ای راگبی در کشور فرانسه هم برگزار می‌شود و کشور گینه نو هم آن را ورزش ملی خود قرار داده است.
مسابقات راگبی ۱۳ نفره در بسیاری از کشورهای دیگر همچون روسیه، آمریکا و لبنان و برخی جزایر اقیانوس آرام نیز برگزار می‌شود و تاکنون ۳۰ کشور به عضویت دائم فدراسیون بین‌المللی این رشته ورزشی درآمده و صاحب تیم ملی هستند.

## پیشینه

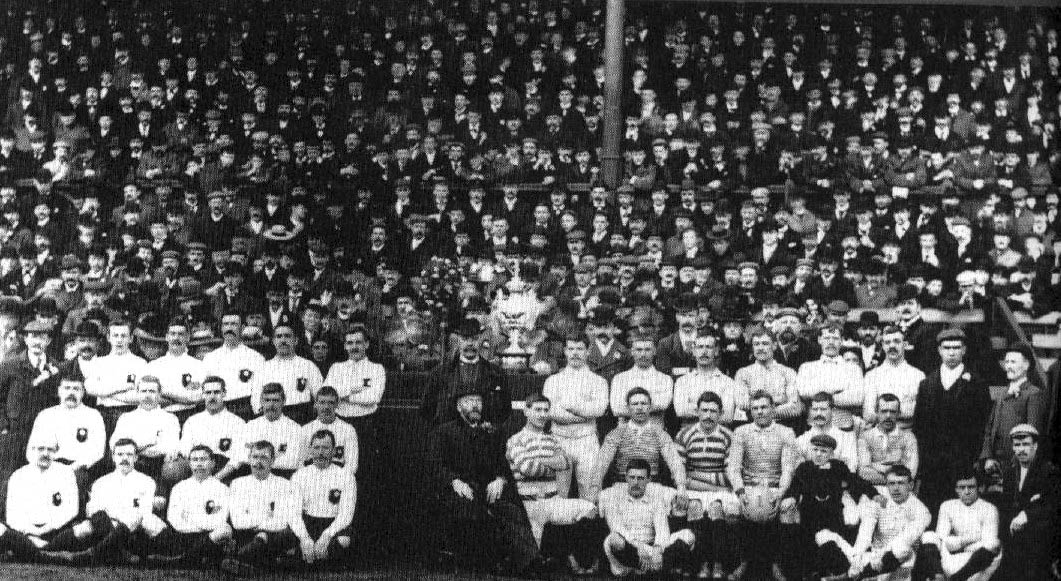
فینال اولین دوره چلنج کاپ در ۱۸۹۷

پیدایش این رشته ورزشی به اختلافات باشگاه‌های راگبی انگلیس در اواخر سده ۱۹ بر سر حرفه‌ای شدن ورزش برمی‌گردد. پس از اینکه در سال۱۸۹۵ اتحادیه راگبی فوتبال دریافت دستمزد از سوی بازیکنان راگبی و حضور در مسابقاتی که بلیط فروشی در آن‌ها انجام می‌شود را ممنوع اعلام کرد. ۲۱ باشگاه راگبی واقع در شمال انگلیس که اکثراً از بازیکنان طبقه کارگر تشکیل می‌شدند، در ۲۹ سپتامبر ۱۸۹۵ اتحادیه راگبی فوتبال شمالی را بنیان نهادند.
تحریم‌های شدید سازمان جدید از سوی اتحادیه راگبی که حتی بازیکنان آماتوری را که با تیم‌های حرفه‌ای بازی می‌کردند مورد مجازات قرار می‌داد، موجب شد تا حتی برخی از باشگاه‌های آماتور راگبی در شمال انگلیس از اتحادیه راگبی جدا و به سازمان جدید بپیوندند. به‌طوری که در سال ۱۹۰۴ اتحادیه جدید اعضای بیشتری از اتحادیه سابق داشت.
تأسیس لیگ فوتبال در انگلستان (ساکر یا فوتبال اسوسییشن) در سال ۱۸۸۸ موجب شد تا راگبی‌بازان هم به فکر ایجاد مسابقات منظمی با عنوان لیگ بیفتند. به‌این‌ترتیب در سال ۱۹۰۱ مسابقات مشترکی میان تیم‌های یورکشایر و لنکشایر با نام لیگ راگبی شمال آغاز شد. پس از آن با رایج شدن کلمه لیگ راگبی در سال ۱۹۲۲ نام این سازمان به راگبی فوتبال لیگ تغییر یافت.
راگبی لیگ برای تمایز ورزش خود از مسابقات راگبی ۱۵ نفره که تحت نظر اتحادیه راگبی برگزار می‌شد، به مرور تغییراتی را در قوانین برگزاری مسابقه اعمال کرد، به‌طوری که هم‌اکنون دو رشته ورزشی مجزا با مقرراتی متفاوت ایجاد شده‌اند.
راگبی در استرالیا و نیوزیلند هم در سال‌های ۱۹۰۷ و ۱۹۰۸ وضعیت مشابهی را تجربه کرد. برخی از باشگاه‌های راگبی در این دو کشور با پذیرفتن مقررات اتحادیه شمالی راگبی (به همراه تغییراتی) سازمان‌هایی را با نام لیگ راگبی فوتبال تأسیس کردند. در سال‌های بعد تعداد طرفداران راگبی ۱۳ نفره در این دو کشور و بیشتر جزایر اقیانوسیه از طرفداران راگبی ۱۵ نفره بیشتر شد.

## مقررات

### توپ
توپ استاندارد راگبی ۱۳ نفره که سایز ۵ نیز نامیده می‌شود، این شرایط را داراست:
- قطر: ۲۵-۲۶ سانتیمتر
- محیط (در طولانی‌ترین قسمت): ۶۰ سانتی‌متر
- محیط (در عریض‌ترین قسمت): ۲۷ سانتی‌متر
- وزن: ۳۸۳ تا ۴۴۰ گرم

توپ‌های راگبی لیگ کمی زاویه‌دارتر از توپ‌های اتحادیه راگبی هستند که پرتاب و گرفتن آن‌ها را ساده‌تر و شوت‌کردن آن‌ها را مشکل‌تر می‌کند و نسبت به توپ فوتبال آمریکایی هم کمی بزرگ‌تر هستند.

## نهادهای اداره کننده
فدراسیون بین‌المللی راگبی لیگ در ۲۵ ژانویه ۱۹۴۸ در بوردو، فرانسه تأسیس شد. این فدراسیون نهاد اداره‌کننده ورزش راگبی ۱۳ در سراسر دنیاست. مقر آن هم‌اکنون در سیدنی، استرالیا قرار دارد و ریاست آن برعهده کالین لاو استرالیایی است.

## مسابقات مهم

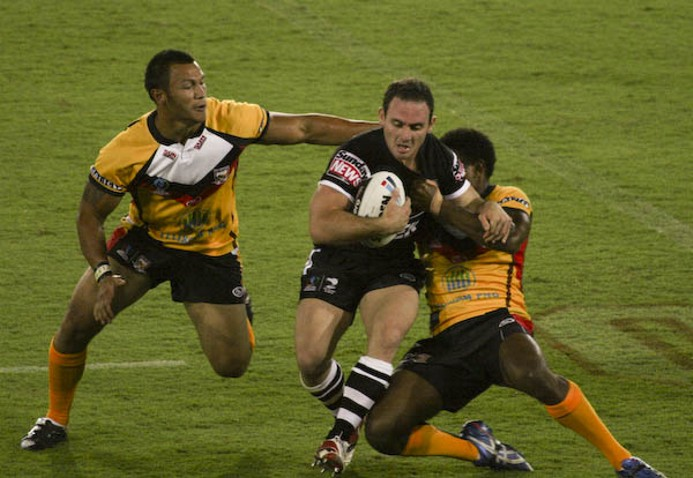
بازیکن نیوزیلند به قلب دفاع گینه نو حمله می‌کند. جام جهانی ۲۰۰۶ راگبی ۱۳ نفره

- جام جهانی راگبی ۱۳ نفره (RLIF): مسابقاتی که توسط تیم‌های ملی راگبی ۱۳ نفره (یا راگبی لیگ) کشورهای عضو فدراسیون بین‌المللی راگبی و تحت نظارت این فدراسیون برگزار می‌شود. این مسابقات مهم‌ترین تورنمنت راگبی ۱۳ دنیاست و معمولاً به عنوان مهم‌ترین معیار سنجش قدرت تیم‌های ملی این رشته ورزشی مورد ارزیابی قرار می‌گیرد.
در طول ۱۲ دوره برگزاری این مسابقات تیم ملی استرالیا موفق‌ترین تیم در تاریخ این مسابقات بوده‌است. آن‌ها موفق به تصاحب ۹ عنوان قهرمانی در این رقابت‌ها شده‌اند. تیم ملی بریتانیا هم که از بازیکنان انگلیس و ولز تشکیل می‌شود با ۳ قهرمانی در جای دوم قرار دارد.
- جام جهانی راگبی ۱۳ نفره بانوان: این مسابقات از سال ۲۰۰۰ به همراه جام جهانی آقایان برگزار می‌شود.